# Harpalus longicollis
Harpalus longicollis är en skalbaggsart som beskrevs av Leconte. Harpalus longicollis ingår i släktet Harpalus och familjen jordlöpare. Inga underarter finns listade i Catalogue of Life.